# Livre de Taliesin

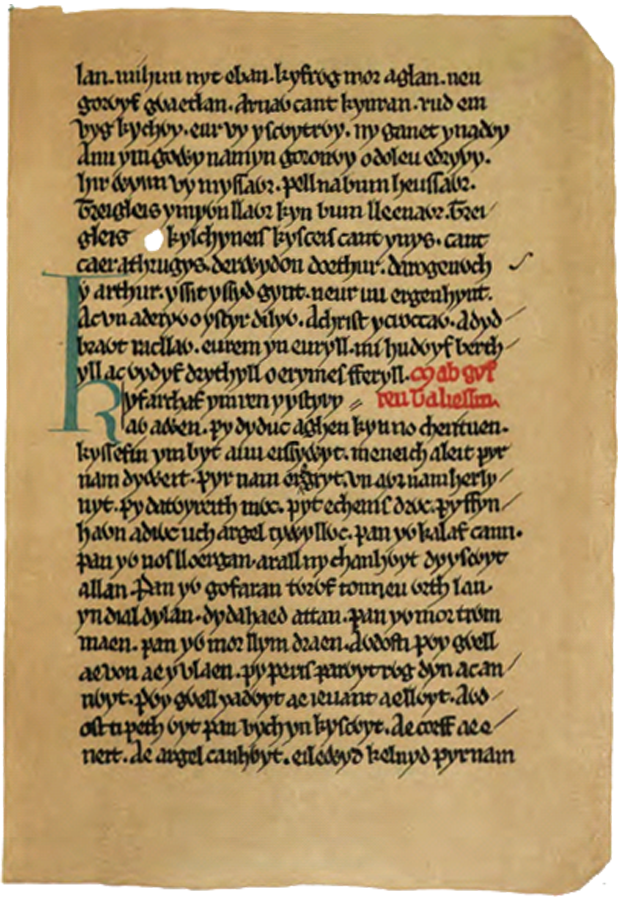
Facsimile du Livre de Taliesin f.13

Le Livre de Taliesin (gallois : Llyfr Taliesin) est un manuscrit datant de la fin du XIIIe siècle ou de la première moitié du XIVe siècle contenant des poèmes considérés comme parmi les plus anciens en gallois, dont une douzaine peuvent être attribués à Taliesin (fin du VIe siècle).

## Description
Connu sous son nom actuel depuis le XVIIe siècle, il se trouve à la Bibliothèque nationale du Pays de Galles. Il s’agit d’un ouvrage de petit format ayant perdu plusieurs pages, dont la première. C’est le travail d’un unique scribe actif probablement dans le Glamorgan, dont on retrouve l’écriture sur d’autres manuscrits du sud-est du Pays de Galles et une partie du Livre Blanc de Rhydderch. Ayant refait surface au XVIIe siècle dans le Radnorshire, il a abouti à la Bibliothèque nationale du pays de Galles au début du XXe siècle après avoir connu plusieurs propriétaires. 
Il contient 56 poèmes presque complets et le tout début d’un 57e, basés sur des sources galloises et latines. L’intégralité en était autrefois attribuée à Taliesin, mais si le style et les thèmes sont bardiques, seuls douze sont considérés comme venant de lui. Il s’agit d’élégies adressées à des rois historiques, dont 8 à Urien de Rheged, un à Cynan Garwyn et deux à Gwallawg d’Elmet, ainsi qu’un chant funèbre adressé à Owain mab Urien. 
Outre les élégies royales (à Cunedda p.ex), les autres poèmes ont des thèmes chamanistes[réf. nécessaire], religieux ou mythologiques ; on y trouve des personnages gallois comme le dieu Dylan Eil Ton, mais aussi des héros gréco-romains comme Hercule et Alexandre le Grand dont les premières légendes de style vernaculaire sont contenues dans l'ouvrage. 
Deux œuvres notables datant du Xe siècle sont Le Butin d’Annwn (Preiddeu Annwn) et La Prophétie de Bretagne (Armes Prydein). La première est l’un des premiers poèmes gallois mentionnant Arthur ; il relate son voyage accompagné de ses hommes jusqu’à Caer Siddi (château des fées) pour en rapporter un chaudron magique. La seconde est attribuée à un ecclésiastique du sud du Pays de Galles désireux d’encourager une alliance contre le roi de la future Angleterre sous la bannière de saint David. Ce texte pourrait avoir contribué à encourager la formation contre le roi anglais Æthelstan d'une coalition qu'il battit en 937 à la bataille de Brunanburh.